# TV Time
TV Time (ranije TVShow Time) je platforma za praćenje televizijskih emisija, serija i filmova te društvena mreža za komentiranje i recenziranje istih, dostupna obliku mobilne aplikacije i računalne web-stranice.  Koristeći TheTVDB kao izvor podataka, omogućuje prijavljenim korisnicima pohranu informacija o njihovoj povijesti i  navikama gledanja televizijskog i filmskog sadržaja.
Platforma je krajem 2021. godine prestigla brojku od 20 milijuna registriranih korisnika.

## Značajke

### Korisnički profil
Svaki prijavljeni korisnik na svome profilu može vidjeti vrijeme koje je proveo gledajući serije, odnosno filmove, izraženo u mjesecima, danima i satima, te broj pogledani epizoda svih serija zajedno. Korisnici mogu urediti svoje slike profila (kao i na drugim društvenim mrežama poput Instagrama te istaknuti svoje omiljene serije i filmove. 

### Serije
Svaka serija ima svoju stranicu na kojoj su po sezonama navedene sve epizode serije, nadnevci prikazivanja svake epizode te kratak sadržaj događaja u epizodi. Korisnici mogu označiti epizode koje su pogledali, ocijeniti ih zvjezdicama od 1 do 5, te čitati komentare drugih korisnika o epizodi ili objaviti svoje vlastite. Epizode imaju i sekciju "nadolazećih epizoda" (en. upcoming episodes) gdje je prikazano koliko još dana ili sati do prikazivanja nadolazeće epizode. 

### Filmovi
Isto kao i serije, korisnici mogu pratiti i filmove te ih ocijeniti i recenzirati. 

## Napraćenije hrvatske serije i emisije
U nastavku je popis serija i emisija hrvatske produkcije koje imaju više od 100 pratitelja na platformi TV Time, stanje 16. listopada 2024. godine. 
| Rank | Naziv                | Br. pratitelja | TV kuća | Status   | Br. sezona | Godine trajanja   | Izvor  |
| ---- | -------------------- | -------------- | ------- | -------- | ---------- | ----------------- | ------ |
| 1.   | Novine               | 1300           | HRT     | završila | 3          | 2016. – 2020.     | [ 5 ]  |
| 2.   | Šutnja               | 1000           | HRT     | traje    | 2          | 2021. – još traje | [ 6 ]  |
| 3.   | Bitange i princeze   | 816            | HRT     | završila | 5          | 2005. – 2010.     | [ 7 ]  |
| 4.   | Crno-bijeli svijet   | 801            | HRT     | završila | 4          | 2015. – 2021.     | [ 8 ]  |
| 5.   | Kud puklo da puklo   | 657            | Nova TV | završila | 2          | 2014. – 2016.     | [ 9 ]  |
| 6.   | Područje bez signala | 526            | HRT     | završila | 1          | 2021. – 2022.     | [ 10 ] |
| 7.   | Na granici           | 360            | Nova TV | završila | 2          | 2018. – 2019.     | [ 11 ] |
| 8.   | Najbolje godine      | 317            | Nova TV | završila | 2          | 2009. – 2011.     | [ 12 ] |
| 9.   | Zauvijek susjedi     | 244            | Nova TV | završila | 1          | 2007. – 2008.     | [ 13 ] |
| 10.  | Naša mala klinika    | 204            | Nova TV | završila | 4          | 2004. – 2007.     | [ 14 ] |
| 11.  | Zabranjena ljubav    | 180            | RTL     | završila | 4          | 2004. – 2011.     | [ 15 ] |
| 12.  | The Voice Hrvatska   | 182            | HRT     | traje    | 4          | 2015. – još traje | [ 16 ] |
| 13.  | Sram                 | 153            | HRT     | traje    | 1          | 2024. – još traje | [ 17 ] |
| 14.  | Survivor             | 104            | Nova TV | traje    | 5          | 2005. – još traje | [ 18 ] |